# Podłoże gruntowe
Podłoże gruntowe – masywna bryła gruntu przejmująca naciski przekazywane przez fundament, zalegająca pomiędzy poziomem posadowienia fundamentu budowli, a głębokością do której uwzględnia się oddziaływanie budowli. Według polskiej normy jest to głębokość, na której naprężenia dodatkowe są mniejsze niż 30% naprężeń pierwotnych. Od 1 kwietnia 2010 roku obowiązuje europejska norma Eurocode nakazująca, aby naprężenia te były mniejsze niż 20% naprężeń pierwotnych.